# Pauline Augustin
Pauline Augustin, född 1781, död 1865, var en fransk konstnär. 
Hon är känd för sina porträtt. Hon är representerad vid Nationalmuseum. 